# Kontrasty (festiwal)
Międzynarodowy Festiwal Muzyki Współczesnej „Kontrasty” – festiwal muzyczny organizowany we Lwowie od 1995. Od początku stanowi on jedno z najważniejszych miejsc prezentacji muzyki współczesnej na Ukrainie. Jest też miejscem promocji kultury polskiej.

## Historia festiwalu
Twórcami festiwalu byli polski dyrygent Roman Rewakowicz oraz ukraińscy kompozytorzy Jurij Łaniuk, Myrosław Skoryk i muzykolog Jarema Jakubiak. Współpracował z nimi również kompozytor Ołeksandr Szczetyński. 
Głównym założeniem festiwalu „Kontrasty” jest prezentacja muzyki ukraińskiej w kontekście twórczości z całego świata. Wypełnia go głównie muzyka współczesna oraz klasyka XX wieku. Szczególny akcent kładzie się na muzykę krajów Europy Wschodniej. Na festiwalu miało miejsce wiele wykonań utworów polskich kompozytorów. Np. w 1999 wykonano „Credo” Krzysztofa Pendereckiego, a patronatem ówczesną edycję festiwalu objął Aleksander Kwaśniewski. Powodzenie „Kontrastów” zainspirowało Rewakowicza do stworzenia festiwalu Dni Muzyki Ukraińskiej w Warszawie, na którym prezentowane są współczesne kompozycje ukraińskie.
Organizatorem festiwalu jest Lwowska Filharmonia Obwodowa we współpracy ze Związkiem Kompozytorów Ukrainy. Ostatnia, 28. edycja festiwalu miała miejsce w październiku i listopadzie 2022, mimo trwającej inwazji Rosji na Ukrainę. Koncerty odbywały się w dwóch formatach – online i offline.